# Kliczków Mały
Kliczków Mały is een plaats in het Poolse district  Sieradzki, woiwodschap Łódź. De plaats maakt deel uit van de gemeente Brzeźnio en telt 410 inwoners.